# Saltos ornamentais nos Jogos Olímpicos de Verão de 2012 - Plataforma 10 m sincronizado feminino
A competição de saltos ornamentais na modalidade plataforma 10 metros sincronizado feminino foi disputada no dia 31 de julho no Centro Aquático, em Londres.

## Medalhistas
| Ouro   | CHN Chen Ruolin e Wang Hao             |
| Prata  | MEX Paola Espinosa e Alejandra Orozco  |
| Bronze | CAN Meaghan Benfeito e Roseline Filion |

## Resultados
| Pos.              | Atletas                                     | Saltos | Saltos | Saltos | Saltos | Saltos | Total  |
| Pos.              | Atletas                                     | 1      | 2      | 3      | 4      | 5      | Total  |
| ----------------- | ------------------------------------------- | ------ | ------ | ------ | ------ | ------ | ------ |
| Medalha de ouro   | CHN Chen Ruolin / Wang Hao                  | 53.40  | 56.40  | 81.00  | 89.28  | 88.32  | 368.40 |
| Medalha de prata  | MEX Paola Espinosa / Alejandra Orozco       | 51.60  | 50.40  | 84.40  | 75.24  | 81.60  | 343.32 |
| Medalha de bronze | CAN Meaghan Benfeito / Roseline Filion      | 53.40  | 52.80  | 75.60  | 73.26  | 82.56  | 337.62 |
| 4                 | AUS Loudy Wiggins / Rachel Bugg             | 52.20  | 50.40  | 72.90  | 70.29  | 77.76  | 323.55 |
| 5                 | GBR Sarah Barrow / Tonia Couch              | 54.00  | 53.40  | 68.16  | 68.40  | 77.76  | 321.72 |
| 6                 | GER Nora Subschinski / Christin Steuer      | 53.40  | 49.80  | 76.80  | 64.38  | 68.40  | 312.78 |
| 7                 | MAS Leong Mun Yee / Pandelela Rinong        | 52.80  | 54.00  | 70.20  | 60.48  | 71.04  | 308.52 |
| 8                 | UKR Yulia Prokopchuk / Viktoriya Potyekhina | 51.60  | 49.80  | 68.16  | 64.80  | 65.28  | 299.64 |